# FK Csíkszereda
Az FK Csíkszereda (románul: Futball Klub Miercurea Ciuc, röviden FK Miercurea Ciuc) egy csíkszeredai labdarúgócsapat, amely a román másodosztályban szerepel.

## A klub története

### Az első évtizedek Magyarország és Románia között ingázva (1904–1971)
Csíkszereda labdarúgásának története 1904-ben kezdődött, Erdély, illetve Csíkszereda ekkor még az Osztrák–Magyar Monarchia területéhez tartozott. A város labdarúgócsapata amatőr klub volt, jelentős eredmények nélkül. A klubot 1919-ben Asociația de Educație Fizică din Miercurea Ciuc néven újraalapították, professzionális alapokra helyezve működését. A város ekkor a Román Királyság része volt, és bár a székely kisebbség lelkes csapatának számított, eredményeiben nem mutatkozott előrelépés az ezt követő időszakban sem.
1940 augusztusában a Magyar Királysághoz csatolták vissza a várost a második bécsi döntés eredményeként, a csapat pedig Csíkszeredai Testnevelési Egylet (Csíkszereda Testnevelési Egyesület) néven szerepelt a magyar másodosztályban. Az 1943–44-es szezonban a magyar harmadosztályban indult a klub, amely a székelyföldi klubcsapatok versengésének is helyt adott. Az érintett öt csapat közül az utolsó, ötödik helyen végzett a Csíkszereda. 1944–45-ben a Csíkszeredai TE újra a másodosztályban szerepelhetett, azonban a második világháború miatt a bajnokság négy fordulót követően félbeszakadt. A Csíkszeredai TE ezt követően soha többé nem játszott a magyar bajnokságban, a várost és a térséget a Román Királysághoz csatolták.
Az újonnan létrehozott román kommunista rezsim alatt a „székelyeknek”, ahogy a csapatot becézték, nem volt könnyű a sorsa, több módon is megpróbálták a klubot ellehetetleníteni. Az elnyomó rendszer megkezdte a kényszerű románosítást, a magyar nemzetiségű embereket, így a székelyeket gyakran kényszerítették nevük megváltoztatására, ami a sportban, így a labdarúgásban is tetten érhető jelenséggé vált. Pecsovszky József Iosif Petschovschi, Szatmári Lajos Sătmăreanu Lajos, Kulcsár Sándor Alexandru Culcear, Jenei Imre pedig Ienei Emeric néven szerepelt a továbbiakban. A rezsim támogatásának hiánya és a helyi emberek visszafogott érdeklődése mellett – Csíkszeredában a jégkorong és a többszörös bajnok Csíkszeredai Sport Club népszerűsége a legnagyobb – a labdarúgóklub nem ért el jelentősebb eredményt, 1971-ig az amatőr bajnokságban szerepelt.

### Felemelkedés a III. Ligába (1971–1990)
Az 1971–72-es szezon volt az első, amelyet a csapat a Divizia C-ben, azaz a román harmadosztályban kezdhetett meg, AS Miercurea Ciuc néven. A bajnokság végén a 14 fős mezőnyben az utolsó előtt, 13. helyen zárt a csapat, és kiesett a negyedosztályba. Csak egy szezon töltött el ott, majd a visszajutást követően addigi történetének legjobb eredményeit érte el; 1973–74-ben 5., 1974–75-ben 8. helyen zárta a harmadosztályú bajnokságot. Az 1975–76-os szezon végén újból kiesett a csapat a negyedosztályba, azonban újabb egy év elteltével vissza is jutottak a Divizia C-be.
Az ezt követő időszakban IUPS Miercurea Ciuc néven, a IUPS nevű állami cég támogatásával szerepeltek. A klub a 9. helyet foglalta el az 1977–78-as szezon végén a bajnoki táblázaton. 1978-ban a IUPS az Uzina Tractorul Brașov, Románia legnagyobb traktorgyárának leányvállalatává vált, és megváltoztatta nevét Tractor Undertakingra, ami a csapat nevében is tetten érhető volt. A következő öt szezonban a Tractorul Miercurea Ciuc a harmadosztályban játszott, és a következő eredményeket érte el: 1978–79 – 7., 1979–80 – 14., 1980–81 – 6., 1981–82 – 7. és 1982–83 – 16.
A „Székelyek” 1988-ban öt év távollét után jutottak vissza a harmadosztályba, az 1988–89-es szezonban pedig történelmi sikert elérve harmadikként zártak a bajnokságban az IMASA Sfântu Gheorghe és a Progresul Odorheiu Secuiesc csapata mögött. Az 1989-es romániai forradalom után a klub pénzügyi nehézségekkel nézett szembe, az ezt követő években a harmad- és a negyedosztály között ingázott.

### Hegyek és hullámok, feloszlás és újjászületés (1990–2014)
Az 1990-es évek hullámzóan teltek a Rapid néven szereplő csapat számára. Öt évet a harmad-, ötöt pedig a negyedosztályban töltött a klub, a következő eredményekkel: 1990–91 – 7., 1991–92 – 5., 1992–93 – 1. (feljutás), 1993–94 – 17. (kiesés), 1994–95 – Divizia D, 1995–96 – Divizia D, 1996–97 – 1. (feljutás), 1997–98 – 15. (kiesés), 1998–199 – 1. (feljutás), 1999–2000 – 15. (kiesés).
A 2000-es éveket újra a harmadosztályban kezdhette a csapat, miután a Román Labdarúgó-szövetség a Divizia C-be sorolta be, 2000 nyarán azonban pénzügyi nehézségek miatt visszalépett a bajnokságtól a klub. A szurkolókat ez időben jobban érdekelte a városban nagy népszerűségnek örvendő jégkorongcsapat szereplése, a labdarúgóklub pedig a negyedosztály Hargita megyei régiójában szerepelt. 2010-ben új alapokra helyezve újraalapították a klubot, ezúttal CSM Miercurea Ciuc, magyarul VSK Csíkszereda néven. a 2011–12-es szezon végén a csapat megnyerte a Hargita megyei bajnokságot, de az osztályozós párharcát 5–1-es összesítéssel elvesztette a CSM Făgăraș, Brassó megye bajnoka ellen.
2012 nyarán vette fel a klub az FK Miercurea Ciuc, magyarul az FK Csíkszereda nevet. Ilyés Róbert, a Rapid București és az FC Brașov korábbi játékosa vette át a csapat irányítását. Vele a csapat újabb megyei bajnoki címet szerzett, de újra elvesztette a play-off párharcát, ezúttal 3–2 arányban a Mureșul Luduș, Maros megye bajnoka ellen. A 2013–14-es szezon végén végül sikerült feljutni a harmadosztályba, az osztályozót az ASF Zărnești, Brassó megye bajnoka ellen nyerte meg a Csíkszereda. Ebben az évben a csapat együttműködési szerződést kötött a magyar élvonalban szereplő Puskás Akadémiával, és létrehozták a Székelyföld Labdarúgó Akadémiát.

### A csapat aranykora (2014–)
Ellentétben az azonos régióba tartozó Sepsiszentgyörgy csapatával, amely évről évre lépdelt az élvonalba való jutás felé, a Csíkszereda nehezebben vette a rá váró akadályokat. A 2015–16-os harmadosztályú bajnokságot az 5. helyen zárta a csapat, míg egy évvel később a harmadik helyen végzett a klub, megismételve ezzel az 1989-ben, 28 évvel azelőtt nyújtott teljesítményét. A csapatnál ennek ellenére sem lehettek elégedettek, ugyanis a Csíkszereda az utolsó fordulóig vezette a bajnokságot, ott azonban 1–0-ra kikaptak a CS Știința Miroslava együttesétől, és egy ponttal lemaradtak a feljutásról. A következő idényben két pont hátránnyal a bajnok mögött a második helyen zárt a csapat. Ez ugyan a klubtörténet addigi legjobb szereplése volt, ezúttal sem sikerült a feljutást kiharcolni.
A 2018–2019-es bajnokságot a szövetség határozatának megfelelően az erdélyi régióban kezdte a klub, ahol a bajnokság utolsó fordulójáig nagy harcban volt az ACSF Comuna Recea csapatával a bajnoki címért. Végül az FK Csíkszereda nyerte meg a bajnokságot, és 115 éves története során először feljutott a román másodosztályba, a Liga II-be. A történelmi sikert Valentin Suciu irányításával érte el a csapat, amely a Román Kupában is nagyszerűen szerepelt, egészen a negyeddöntőig jutott. Ott az Universitatea Craiova ejtette ki a korábban a korábban a Dinamo Bucureștit búcsúztató székely csapatot.
A nagyszerű kupaszereplésnek köszönhetően nagyobb médiafigyelmet kapott a klub, ennek következtében pedig több szponzori segítséget kapott, többek között a magyar kormánytól, ami Romániában vitára is okot adott. A 3,2 millió eurós támogatási összeget az egyezség szerint kizárólag a klub infrastruktúrájának fejlesztésére és az ifjúsági csapatokra költhette a csapat.
Története első Liga II-es mérkőzését Bodzavásáron, a Gloria Buzău vendégeként játszotta a csapat, amely 1–0-s vereséget szenvedett a találkozón. 2019. augusztus 14-én a bajnokság második fordulójában hazai pályán megszerezte első győzelmét a Csíkszereda, amely a Bukaresti Metaloglobus csapatát múlta felül 3–0-ra.A szezont 23 forduló után a koronavírus-járvány miatt félbeszakították,így a 17. helyen végzett a csapat.
A 2020/21-es szezonban története legjobb eredményét érte el miután bejutott a felsőházi rájátszásba és ott az 5. helyen végzett, egy pontra lemaradva az Liga I osztályozós helyétől.

## Stadion
A csapat az 1200 férőhelyes csíkszeredai Városi Stadionban játssza mérkőzéseit. A 20. század első felében megnyitott stadionban jelentős bővítési és felújítási munkálatok zajlottak 2016 és 2017 között, amelyet a harmadik Orbán-kormány magyar állami költségvetési forrásból támogatott.
2021-ben további bővítési munkálatok kezdődtek.

## Szurkolók
A csapatnak számos támogatója és szurkolója van a városban és Hargita megyében. A klubnak nincsen kifejezett ultracsoportja, de a a Vörös és feketék nevű szurkolócsoport rendszeresen látogatja a csapat bajnokijait, lelkes légkört biztosítva azokra. A csoport jó kapcsolatot ápol a Sepsi OSK szurkolói csoportjával, ami egymás támogatásában is megmutatkozik. A mérkőzések során rendszeresen megjelenik Székelyföld és Magyarország nemzeti lobogója.

## Rivalizálás
Az FK Csíkszereda nem áll különösebb rivalizálásban egyik klubbal sem. Partneri kapcsolatuk mellett a Székelyudvarhely FC együttesével vívnak kitüntetettebb figyelemmel kísért találkozókat.

## A csapat névváltoztatása a kezdetektől napjainkig
| Név                             | Periódus  |
| ------------------------------- | --------- |
| Csíkszereda                     | 1904–1918 |
| AEF din Miercurea Ciuc          | 1919–1940 |
| Csíkszereda TE                  | 1940–1944 |
| AS Miercurea Ciuc               | 1944–1976 |
| IUPS Miercurea Ciuc             | 1976–1978 |
| Tractorul Miercurea Ciuc        | 1978–1987 |
| Rapid Miercurea Ciuc            | 1987–2010 |
| CSM (VSK) Miercurea Ciuc        | 2010–2012 |
| FK (Csíkszereda) Miercurea Ciuc | 2012–     |

## A klub sikerei

### Nemzeti
- Liga III
  -  Bajnok (1): 2018–19
  -  Második hely (1): 2017–18

- Liga IV – Hargita megye
  -  Bajnok (10): 1970–71, 1972–73, 1976–77, 1987–88, 1992–93, 1996–97, 1998–99, 2011–12, 2012–13, 2013–14
  -  Második hely (1): 2010–11

- Román Kupa – Hargita megye
  -  Győztes (3): 2012, 2013, 2014
  -  Döntős (1): 2011

## Játékoskeret
Frissítve: 2021. március 14.
| #  |     | Poszt | Név                               |
| -- | --- | ----- | --------------------------------- |
| 1  | SVK | K     | Ladislav Rybánsky                 |
| 2  | ROU | V     | Raul Palmeș (kölcsön a Honvédtól) |
| 3  | ROU | V     | Claudiu Apro                      |
| 4  | ROU | CS    | Daniel Vereguț                    |
| 5  | HUN | V     | Csonka Bonifác                    |
| 6  | ROU | KP    | Cătălin Savin                     |
| 7  | HUN | KP    | Pintér Norbert                    |
| 8  | ROU | KP    | Rareș Takács                      |
| 9  | ROU | CS    | Bogdan Rotar                      |
| 10 | ARG | KP    | Juan Bauza (kölcsön a Colóntól)   |
| 11 | ESP | KP    | Soufiane Jebari                   |
| 13 | ROU | KP    | Attila Csürös                     |
| 14 | HUN | V     | Kelemen Dávid (kölcsön a Pakstól) |

| #  |     | Poszt | Név                                        |
| -- | --- | ----- | ------------------------------------------ |
| 15 | SVK | CS    | András Mészáros                            |
| 16 | ROU | KP    | János Botorok                              |
| 17 | ROU | KP    | Toni Suciu (kölcsön a Puskás Akadémiától)  |
| 18 | ROU | KP    | Salvatore Marrone (kölcsön az FCSB II-től) |
| 20 | ROU | CS    | Marvin Schieb                              |
| 22 | HUN | V     | Bor Dávid                                  |
| 23 | ROU | K     | Hunor Albert                               |
| 24 | ROU | KP    | Soma Casiadi-Bakó                          |
| 26 | ROU | KP    | Levente Bara                               |
| 33 | ROU | K     | Szilárd Gyenge                             |
| 53 | ROU | KP    | Botond Szondi                              |
| 57 | ROU | KP    | Botond Gergely                             |
| 97 | ROU | KP    | Szilárd Bujdosó                            |

## Bajnoki és kupatörténelem
| Szezon  | Osztály | Bajnokság               | Helyezés | Román Kupa  |
| ------- | ------- | ----------------------- | -------- | ----------- |
| 2020–21 | 2       | Liga II                 | 5.       | Legjobb 32  |
| 2019–20 | 2       | Liga II                 | 17.      | Legjobb 32  |
| 2018–19 | 3       | Liga III (Seria V)      | 1.       | Negyeddöntő |
| 2017–18 | 3       | Liga III (Seria I)      | 2.       | 3.forduló   |
| 2016–17 | 3       | Liga III (Seria I)      | 3.       | 3.forduló   |
| 2015–16 | 3       | Liga III (Seria V)      | 5.       | 2.forduló   |
| 2014–15 | 3       | Liga III (Seria I)      | 6.       | 2.forduló   |
| 2013–14 | 4       | Liga IV (Hargita megye) | 1.       | 1.forduló   |
| 2012–13 | 4       | Liga IV (Hargita megye) | 1.       | 2.forduló   |

| Szezon    | Osztály | Bajnokság               | Helyezés | Román Kupa   |
| --------- | ------- | ----------------------- | -------- | ------------ |
| 2011–12   | 4       | Liga IV (Hargita megye) | 1.       |              |
| 2000–01   | 3       | Divizia C               | 16.      |              |
| 1999–2000 | 3       | Divizia C               | 15.      |              |
| 1997–98   | 3       | Divizia C               | 15.      |              |
| 1993–94   | 3       | Divizia C               | 17.      | A legjobb 16 |
| 1991–92   | 3       | Divizia C               | 5.       |              |
| 1990–91   | 3       | Divizia C               | 7.       |              |
| 1989–90   | 3       | Divizia C               | 14.      |              |

## Fordítás
- Ez a szócikk részben vagy egészben  a   FK Miercurea Ciuc című angol Wikipédia-szócikk ezen változatának fordításán alapul.  Az eredeti cikk szerkesztőit annak laptörténete sorolja fel. Ez a jelzés csupán a megfogalmazás eredetét és a szerzői jogokat jelzi, nem szolgál a cikkben szereplő információk forrásmegjelöléseként.

## További információ
- A klub hivatalos honlapja
- A klub hivatalos Facebook-profilja